# Approximation
Approximation (lateinisch proximus, „der Nächste“) ist zunächst ein Synonym für eine „(An-)Näherung“; der Begriff wird in der Mathematik allerdings als Näherungsverfahren noch präzisiert.
Aus mathematischer Sicht existieren verschiedene Gründe, Näherungen zu untersuchen. Die heutzutage häufigsten sind:
- Das approximative Lösen einer Gleichung. Ist eine analytisch exakte Lösung der Gleichung nicht verfügbar, so will man auf einfachem Wege eine Näherung der Lösung finden.
- Die approximative Darstellung von Funktionen oder Zahlen. Ist ein explizit gegebenes mathematisches Objekt nur schwer handhabbar, dann ist eine Approximation aus einfachen Gebilden wünschenswert.
- Die approximative Rekonstruktion unbekannter Funktionen aus unvollständigen Daten. Liegt die Information der unbekannten Funktion nur in diskreter Form, als Funktionswerte über gewissen Stützstellen vor, so ist eine geschlossene Darstellung, die Funktionswerte auf einem Kontinuum definiert, wünschenswert.

Vielfach liegt einer numerischen Methode die Idee zugrunde, eine komplizierte (und oft nur implizit bekannte) Funktion durch eine gut zu handhabende Funktionen näherungsweise darzustellen. Die Approximationstheorie ist somit integraler Bestandteil der modernen angewandten Mathematik. Sie liefert ein theoretisches Fundament für viele neue und etablierte computergestützte Lösungsverfahren.

## Arten der Approximation

### Zahlen
Eine der alltäglichsten Formen der Approximation ist die Darstellung einer irrationalen Zahl als eine Zahl mit einer endlichen Anzahl an Nachkommastellen sowie das Runden einer Zahl auf eine Zahl mit weniger Nachkommastellen, also die Berechnung eines Näherungswertes. Zum Beispiel:
{\displaystyle {\sqrt {2}}\approx 1{,}41421356\approx 1{,}41}
Die weitaus meisten Computerprogramme arbeiten mit Gleitkommazahlen nach dem Standard IEEE 754, bei dem Zahlen mit endlich vielen Stellen dargestellt werden, was bei irrationalen Zahlen und periodischen Brüchen in jedem Fall eine Rundung erfordert. Die Genauigkeit der Darstellung im Computer wird dabei durch den gewählten Datentyp festgelegt.
Mit der Approximation irrationaler Zahlen durch rationale beschäftigt sich die Theorie der diophantischen Approximation.

### Geometrische Objekte

Annäherung an einen Kreis durch Fünfecke, Sechsecke und Achtecke

In der Geometrie lassen sich komplizierte Objekte oft durch Polygone nähern. So berechnete zum Beispiel Archimedes eine Näherung für die Kreiszahl {\displaystyle \pi }, indem er einen Kreis durch regelmäßige Polygone mit immer mehr Ecken annäherte.

### Funktionen
Von besonderem Interesse ist die Näherung von Funktionen, beispielsweise für Näherungslösungen nicht exakt lösbarer Differentialgleichungen. Eine häufige Form der Approximation ist diejenige mit Polynomen, da diese in vielen Fällen bequem differenzierbar, integrierbar und berechenbar sind. Die Taylorreihenentwicklung liefert eine lokale Approximation durch Polynome. Von großer praktischer Bedeutung ist auch die Fourieranalyse, bei der periodische Funktionen in unendlichen Reihen von Sinus- und Kosinusfunktionen entwickelt werden. Etwa bei der Methode der finiten Elemente sind stückweise polynomiale Approximationen, bekannt unter der Bezeichnung „Splines“, von überragender Bedeutung.
Viele dieser Näherungsverfahren haben ihr theoretisches Fundament in dem (nach Marshall Harvey Stone und Karl Weierstraß benannten) Satz von Stone-Weierstraß, aus dem nicht zuletzt folgt, dass man jede stetige Funktion auf einem kompakten reellen Intervall beliebig genau gleichmäßig durch Polynome approximieren kann und dass ebenso jede im Körper der reellen Zahlen periodische stetige Funktion beliebig genau gleichmäßig durch trigonometrische Funktionen angenähert werden kann.
Von zentraler Bedeutung bei Approximationen ist der Begriff der Norm, siehe auch Verlustfunktion (Statistik). Diese dient dazu, verschiedene Approximationen quantitativ zu vergleichen. Im Allgemeinen fällt die Näherungslösung für verschiedene Normen unterschiedlich aus. Wichtig ist es, den Fehler, der durch die Approximation entsteht, abschätzen zu können, um deren Qualität zu beurteilen. Dies ist nicht immer einfach und eine wichtige Aufgabe der Approximationstheorie.
Klassische Beispiele sind hier zum einen die Tschebyschow-Approximation, bei der stetige reelle oder komplexe Funktionen bezüglich der Supremumsnorm approximiert werden, sowie die {\displaystyle L^{p}}-Approximation, bei der Lp-Funktionen bezüglich der {\displaystyle L^{p}}-Norm approximiert werden. Bei der Lösung partieller Differentialgleichungen spielt  die Approximation in Normen eines Sobolevraums eine wichtige Rolle.
Ein Beispiel für die Näherung von Funktionen ist die Kleinwinkelnäherung, bei der die Sinusfunktion durch ihren Winkel und die Kosinusfunktion durch die Konstante 1 ersetzt wird. Sie ist bei kleinen Winkeln gültig und wird zum Beispiel zur Lösung des mathematischen Pendels angewendet.

### Ordnung der Approximation
Ein Maß für die Güte der Approximation einer Funktion ist die Ordnung. Approximiert man eine Funktion in einem kleinen Intervall der Länge {\displaystyle h}, so ist eine Approximation {\displaystyle n}-ter Ordnung eine solche, bei der der Fehler in einer gewissen Norm von der Größenordnung {\displaystyle {\mathcal {O}}\left(h^{n+1}\right)} ist. Eine Näherung erster Ordnung wird lineare Approximation genannt, eine Näherung zweiter Ordnung quadratische Approximation.
In der Physik ist oft eine lineare Näherung zur Behandlung eines bestimmten Problems ausreichend, sofern das Problem damit hinreichend adäquat modelliert bzw. hinreichend genau bewältigt werden kann. Terme höherer Ordnung sind etwa dann von Bedeutung, wenn ein Problem mit linearen Methoden nicht hinreichend adäquat modelliert oder unter Verwendung linearer Methoden nicht hinreichend genau gelöst werden kann, wie dies beispielsweise im rechnerischen Umgang mit sogenannten realen Gasen der Fall ist, welche sich bekanntermaßen nichtlinear verhalten und deren Verhalten dann durch Näherungsfunktionen, sogenannte Virialentwicklungen, approximiert werden kann.

## Wichtige Approximationssätze

### Approximationstheorie und Funktionalanalysis
- Approximationssatz für kompakte Operatoren
- Approximationssatz für gleichmäßig konvexe Räume
- Approximationssatz für reelle unitäre Räume
- Approximationssatz von Carleman
- Approximationssatz von Korowkin
- Approximationssatz von Runge
- Approximationssatz von Walsh
- Satz von Mergelyan
- Satz von Müntz-Szász
- Satz von Stone-Weierstraß

### Zahlentheorie
- Approximationssatz von Kronecker
- Approximationssatz von Liouville
- Dirichletscher Approximationssatz
- Näherungssatz für p-adische Zahlen
- Satz von Hurwitz
- Satz von Thue-Siegel-Roth

## Theoretische Informatik
Auch in der theoretischen Informatik spielen Approximationen eine Rolle. Es gibt NP-vollständige Optimierungsprobleme, bei denen es nicht möglich ist, eine exakte Lösung effizient zu berechnen. Man kann hier Approximationsalgorithmen verwenden, um eine Annäherung zu berechnen. Ein Beispiel ist das Rucksackproblem, bei dem es ab einer gewissen Problemgröße sehr viel Rechenaufwand braucht, eine optimale Lösung zu berechnen, wo aber gute Approximationsalgorithmen existieren, mit denen man effizient approximative Lösungen berechnen kann.